# Crystal Palace FC
A Crystal Palace Football Clubot 1905-ben alapították, az angol első osztályban játszik. Stadionjuk, a Selhurst Park Londonban található, befogadóképessége 26 309 fő. A klubot 1905-ben alapították a híres Crystal Palace kiállítás épületében.1973-ban a klub megváltoztatta eredeti becenevét a "The Glaziers" -ről "The Eagles" -re, és bemutatta az új színeket, a piros és kék függőleges csíkot. A klub korábban sötétbarna és kék színben játszott. A Palace riválisai a Millwall és a Charlton Athletic.
A klub 2025-ben nyerte meg első trófeáját, mikor megverte a Manchester Cityt az FA-Kupa döntőben, amelyet ugyanebben az évben egy szuperkupa-siker követett.

## Sikerlista

### Bajnokság
- Second Division / First Division / Championship (2. osztály) 
  - Bajnok: 1978–79, 1993–94
  - Ezüstérmes: 1968–69
  - Rájátszás győztese (4) (rekord): 1989, 1997, 2004, 2013
- Third Division / Third Division South (3. osztály)
  - Bajnok: 1920–21
  - Ezüstérmes: 1928–29, 1930–31, 1938–39, 1963–64
- Fourth Division (4. osztály)
  - Ezüstérmes: 1960–61

### Hazai kupa
- FA-kupa
  - Győztes: 2024–25
  - Döntős: 1989–90, 2015–16
- Angol szuperkupa
  - Győztes: 2025

- Full Members Cup
  - Bajnok: 1990–91

## Klubrekordok
- Rekord bajnoki győzelem: 9-0 a Barrow ellen, Fourth Division, 1959. október 10.
- Rekord kupagyőzelem: 8-0 a Southend United ellen, Ligakupa, második kör, 1989. szeptember 25.
- Rekord bajnoki vereség: 0-9 a Liverpool ellen, First Division, 1989. szeptember 12.
- Rekord kupavereség: 0-9 a Burnley ellen, FA-kupa, második kör visszavágó, 1909. február 10.
- Leghosszabb menetelés az FA-kupában: Döntő (visszavágó), 1990, Elődöntő 1976, 1995
- Leghosszabb menetelés a Ligakupában: Elődöntő, 1995, 2001
- Leghosszabb veretlenségi sorozat: 18 mérkőzés, 1968 február a régi Second Division-ban (most Championship) - 1968 október, Football League Second Division
- Legtöbb bajnoki gól egy szezonban: Peter Simpson, 46, Third Division South, 1930–31
- Legtöbb bajnoki gól összesen: Peter Simpson, 153, 1930–1936
- Leggyorsabb mesterhármas: 11 perc, a Grimsby Town ellen, Dougie Freedman, First Division, 1996. március 5.
- Legtöbb bajnoki mesterhármas: 18, Peter Simpson, 1929–1933
- Legtöbb mesterhármas összesen: 19, Peter Simpson, 1929–1933
- Legtöbb válogatott mérkőzés (a klubnál): Aki Riihilahti, 35 (66), Finnország
- Első játékos, aki játszott a világbajnokságon: Gregg Berhalter, 2002, Egyesült Államok
- Legtöbb mérkőzés összesen: Jim Cannon, 660, 1973–1988
- Legfiatalabb játékos a bajnokságban: John Bostock, 15 éves és 287 napos, a Watford ellen, a Selhurst Parkban (Championship, 2007. október 29.)
- Rekord kapott átigazolási összeg: 8 600 000 font az Evertontól Andrew Johnson-ért, 2006 május
- Rekord fizetett átigazolási összeg: 2 750 000 font a Strasbourg-nak Valérien Ismaël-ért, 1998 január
- Rekord nézőszám: 51 482 a Burnley ellen, Second Division, 1979. május 11.
- Legmagasabb bajnoki helyezés 1. a First Division-ben, 1979. szeptember 29. - 1979. október 6.
- Legmagasabb végső bajnoki helyezés 3. a régi First Division-ben (most Premier League) (1990–91-es szezon)

## Játékosok

### Jelenlegi keret
Utolsó módosítás: 2024. május 3.
A vastaggal jelzett játékosok felnőtt válogatottsággal rendelkeznek.
A dőlttel jelzett játékosok kölcsönben szerepelnek a klubnál.
| Mezszám                | Név                  | Nemzetiség            | Születési hely       | Születési idő (kor)            | Korábbi csapat           | Érték(€)   | Szerződés lejárta |
| Kapusok                | Kapusok              | Kapusok               | Kapusok              | Kapusok                        | Kapusok                  | Kapusok    | Kapusok           |
| ---------------------- | -------------------- | --------------------- | -------------------- | ------------------------------ | ------------------------ | ---------- | ----------------- |
| 1                      | Sam Johnstone        | angol                 | Preston              | 1993. március 25. (32 éves)    | West Bromwich Albion FC  | 12 000 000 | 2027.06.30.       |
| 30                     | Dean Henderson       | angol                 | Whitehaven           | 1997. március 12. (28 éves)    | Manchester United FC     | 12 000 000 | 2028.06.30.       |
| 31                     | Remi Matthews        | angol                 | Gorleston            | 1994. február 10. (31 éves)    | Sunderland AFC           | 500 000    | 2024.06.30.       |
| 41                     | Joe Whitworth        | angol                 | Anglia, ?            | 2004. február 29. (21 éves)    | Utánpótlásból került fel | 1 000 000  | 2027.06.30.       |
| Védők                  |                      |                       |                      |                                |                          |            |                   |
| 2                      | Joel Ward            | angol                 | Emsworth             | 1989. október 29. (35 éves)    | Portsmouth FC            | 1 000 000  | 2024.06.30.       |
| 3                      | Tyrick Mitchell      | angol · JAM           | London               | 1999. szeptember 1. (25 éves)  | Utánpótlásból került fel | 22 000 000 | 2025.06.30.       |
| 4                      | Rob Holding          | angol                 | Stalybridge          | 1995. szeptember 20. (29 éves) | Arsenal FC               | 5 000 000  | 2026.06.30.       |
| 5                      | James Tomkins        | angol                 | Basildon             | 1989. március 29. (36 éves)    | West Ham United FC       | 700 000    | 2024.06.30.       |
| 6                      | Marc Guéhi           | angol · CIV           | Abidjan              | 2000. július 13. (25 éves)     | Chelsea FC               | 38 000 000 | 2026.06.30.       |
| 12                     | Daniel Muñoz         | COL                   | Amalfi               | 1996. május 26. (29 éves)      | KRC Genk                 | 15 000 000 | 2027.06.30.       |
| 16                     | Joachim Andersen     | DEN                   | Frederiksberg        | 1996. május 31. (29 éves)      | Olympique Lyonnais       | 35 000 000 | 2026.06.30.       |
| 17                     | Nathaniel Clyne      | angol · GRN           | London               | 1991. április 5. (34 éves)     | Liverpool FC             | 1 500 000  | 2024.06.30.       |
| 26                     | Chris Richards       | amerikai              | Birmingham           | 2000. március 28. (25 éves)    | FC Bayern München        | 10 000 000 | 2027.06.30.       |
| 36                     | Nathan Ferguson      | angol · JAM           | Birmingham           | 2000. október 6. (24 éves)     | West Bromwich Albion FC  | 1 000 000  | 2024.06.30.       |
| Középpályások          |                      |                       |                      |                                |                          |            |                   |
| 8                      | Jefferson Lerma      | COL                   | Cerrito              | 1994. október 25. (30 éves)    | AFC Bournemouth          | 20 000 000 | 2026.06.30.       |
| 10                     | Eberechi Eze         | angol · NGR           | London               | 1998. június 29. (27 éves)     | Queens Park Rangers FC   | 48 000 000 | 2027.06.30.       |
| 11                     | Matheus França       | brazil                | Rio de Janeiro       | 2004. április 1. (21 éves)     | CR Flamengo              | 15 000 000 | 2028.06.30.       |
| 15                     | Jeffrey Schlupp      | GHA · GER             | Hamburg              | 1992. december 23. (32 éves)   | Leicester City FC        | 7 000 000  | 2024.06.30.       |
| 19                     | Will Hughes          | angol                 | Weybridge            | 1995. április 17. (30 éves)    | Watford FC               | 9 000 000  | 2024.06.30.       |
| 20                     | Adam Wharton         | angol                 | Blackburn            | 2004. február 6. (21 éves)     | Blackburn Rovers FC      | 20 000 000 | 2029.06.30.       |
| 28                     | Cheick Doucouré      | MLI                   | Bamako               | 2000. január 8. (25 éves)      | RC Lens                  | 35 000 000 | 2029.06.30.       |
| 29                     | Naouirou Ahamada     | FRA · Comore-szigetek | Marseille            | 2002. március 29. (23 éves)    | VfB Stuttgart            | 8 000 000  | 2026.06.30.       |
| 44                     | Jairo Riedewald      | NED · SUR             | Haarlem              | 1996. szeptember 9. (28 éves)  | AFC Ajax                 | 2 000 000  | 2024.06.30.       |
| Támadók                |                      |                       |                      |                                |                          |            |                   |
| 7                      | Michael Olise        | FRA · angol           | London               | 2001. december 12. (23 éves)   | Reading FC               | 50 000 000 | 2027.06.30.       |
| 9                      | Jordan Ayew          | GHA · FRA             | Marseille            | 1991. szeptember 11. (33 éves) | Swansea City AFC         | 4 000 000  | 2025.06.30.       |
| 14                     | Jean-Philippe Mateta | FRA · COD             | Sevran               | 1997. június 28. (28 éves)     | 1. FSV Mainz 05          | 10 000 000 | 2026.06.30.       |
| 22                     | Odsonne Édouard      | FRA · GUF             | Kourou               | 1998. január 16. (27 éves)     | Celtic FC                | 20 000 000 | 2025.06.30.       |
| 49                     | Jesurun Rak-Sakyi    | angol · Ghána         | London               | 2002. október 5. (22 éves)     | Utánpótlásból került fel | 2 000 000  | 2027.06.30.       |
| Kölcsönadott játékosok |                      |                       |                      |                                |                          |            |                   |
| Név                    | Poszt                | Nemzetiség            | Születési hely       | Születési idő (kor)            | Kölcsönben itt           | Érték (€)  | Kölcsön lejárta   |
| Malcolm Ebiowei        | támadó               | angol · NED           | London               | 2003. szeptember 4. (21 éves)  | RWD Molenbeek            | 2 500 000  | 2024.06.30.       |
| Luke Plange            | támadó               | angol                 | Kingston upon Thames | 2002. november 4. (22 éves)    | Helsingin JK             | 1 200 000  | 2024.12.31.       |

### Híres játékosok
| Algéria - Rachid Harkouk Anglia - Jack Alderson - Clive Allen - Chris Armstrong - Paul Barron - Mark Bright - Johnny Byrne - Ashley Cole - Stan Collymore - Leon Cort - Marc Edworthy - Billy Gilbert - Dean Gordon - Danny Granville - Andy Gray - Vince Hilaire - Paul Hinshelwood - Cliff Holton - John Jackson - Derek Jeffries - Andrew Johnson - Steve Kember - Andy Linighan - Nigel Martyn - Hayden Mullins - Andy Roberts - Simon Rodger - Wayne Routledge - John Salako - Kenny Sansom - Richard Shaw - Tom Soares - Gareth Southgate - Peter Taylor - Geoff Thomas - Andy Thorn - Matthew Upson - Terry Venables - Ben Watson - Alan Whittle - Ray Wilkins - Ian Wright Antigua és Barbuda - Mikele Leigertwood Argentína - Julián Speroni Ausztrália - Craig Foster - Craig Moore | - Kevin Muscat - Tony Popović - Nick Rizzo - Carl Veart Barbados - Emmerson Boyce Ecuador - Iván Kaviedes Észak-Írország - Iain Dowie - Jeff Hughes - Michael Hughes - Darren Patterson Finnország - Mikael Forssell - Joonas Kolkka - Aki Riihilahti Görögország - Vasszilisz Lakisz Hollandia - Edgar Davids Izland - Hermann Hreiðarsson Izrael - David Amsalem - Itzik Zohar Írország - Curtis Fleming - Ray Houghton - Mark Kennedy - Eddie McGoldrick - Clinton Morrison - Paddy Mulligan - Jerry Murphy - Steve Staunton Jamaica - Ricardo Fuller - Jobi McAnuff Jugoszlávia - Saša Ćurčić Kína - Sun Jihai - Fan Zhiyi Lettország - Aleksandrs Koliņko - Andrejs Rubins | Magyarország - Király Gábor - Torghelle Sándor Németország - Marco Reich Nigéria - Ade Akinbiyi Olaszország - Attilio Lombardo - Michele Padovano - Nicola Ventola Skócia - Craig Beattie - Jim Cannon - Paul Dickov - Dougie Freedman - George Graham - David Hopkin - Neil Martin - John McCormick - Peter Simpson - John McNichol - Tony Taylor - George Wood Szerbia és Montenegró - Saša Ćurčić Svédország - Tomas Brolin USA - Gregg Berhalter - Jovan Kirovski Uruguay - Gonzalo Sorondo Wales - Paul Bodin - Terry Boyle - Chris Coleman - Ian Evans - David Giles - Mick Hill - Jeff Hopkins - Steve Lovell - Peter Nicholas - Kit Symons - Gareth Taylor - Ian Walsh - Eric Young |

## Az évszázad tizenegye
- Kapus:
- Nigel Martyn
- Hátvédek:
- Kenny Sansom
- Chris Coleman
- Jim Cannon
- Paul Hinshelwood
- Középpályások:
- John Salako
- Geoff Thomas
- Andy Gray
- Attilio Lombardo
- Csatárok:
- Andrew Johnson
- Ian Wright
- Menedzser:
- Steve Coppell

## Menedzserek
- Jack Robson (1905–1907)
- Edmund Goodman (1907–1925)
- Alec Maley (1925–1927)
- Fred Mavin (1927–1930)
- Jack Tresadern (1930–1935)
- Tom Bromilow (1935–1936)
- R. S Moyes (1936)
- Tom Bromilow (1937–1939)
- George Irwin (1939–1947)
- Jack Butler (1947–1949)
- Ronnie Rooke (1949–1950)
- Fred Dawes i Charlie Slade (1950–1951)
- Laurie Scott (1951–1954)
- Cyril Spiers (1954–1958)
- George Smith (1958–1960)
- Arthur Rowe (1960–1962)
- Dick Graham (1962–1966)
- Arthur Rowe (1966)
- Bert Head (1966–1973)
- Malcolm Allison (1973–1976)
- Terry Venables (1976–1980)
- Ernie Walley (1980)
- Malcolm Allison (1980–1981)
- Dario Gradi (1981)
- Steve Kember (1981–1982)
- Alan Mullery (1982–1984)
- Steve Coppell (1984–1993)
- Alan Smith (1993–1995)
- Steve Coppell (1995–1996)
- Dave Bassett (1996–1997)
- Steve Coppell (1997–1998)
- Attilio Lombardo és Tomas Brolin (1998)
- Terry Venables (1998–1999)
- Steve Coppell (1999–2000)
- Alan Smith (2000–2001)
- Steve Kember és Terry Bullivant (2001)
- Steve Bruce (2001)
- Trevor Francis (2001–2003)
- Steve Kember (2003)
- Kit Symons (2003)
- Iain Dowie (2003–2006)
- Peter Taylor (2006–2007)
- Neil Warnock (2007–2010)
- Paul Hart (2010)
- George Burley (2010–2011)
- Dougie Freedman (2011–2012)
- Ian Holloway (2012–2013)
- Tony Pulis (2013–2014)
- Neil Warnock (2014)
- Alan Pardew (2015–2016)
- Sam Allardyce (2016–2017)
- Frank de Boer (2017)
- Roy Hodgson (2017–2021)
- Patrick Vieira (2021–2023)
- Roy Hodgson (2023–2024)
- Oliver Glasner (2024–)

## Stadion
- Név - Selhurst Park
- Város - South Norwood, London
- Befogadóképesség - 26 309 fő
- Építés - 1924
- Avatás - 1924
- Pálya mérete - 110 x 74 yard (68 m)
- Rekord nézőszám - 51 801 a Burnley ellen, 1979